# Lista de representantes permanentes das Maldivas nas Nações Unidas
Esta é uma lista de representantes permanentes das Maldivas, ou outros chefes de missão, junto da Organização das Nações Unidas em Nova Iorque.
As Maldivas foram admitidas como membro das Nações Unidas a 21 de setembro de 1965.
| Início | Término | Representante permanente (Chefe de missão) | Cargo                    | Credenciais |
| ------ | ------- | ------------------------------------------ | ------------------------ | ----------- |
| 1965   | 1966    | Ahmed Hilmy Didi                           | Representante permanente |             |
| 1967   | 1970    | Abdul Sattar Moosa Didi                    | Representante permanente |             |
| …      | …       |                                            |                          |             |
| 1976   | 1977    | Maumoon Abdul Gayoom                       | Representante permanente |             |
| 1977   | 1978    | Fathulla Jameel                            | Representante permanente |             |
| 1979   | 1983    | Ahmed Zaki                                 | Representante permanente |             |
| 1984   | 1987    | Mohamed Musthafa Hussain                   | Representante permanente |             |
| 1988   | 1991    | Hussain Manikfan                           | Representante permanente |             |
| …      | …       |                                            |                          |             |
| 1993   | 1996    | Ahmed Zaki                                 | Representante permanente |             |
| …      | …       |                                            |                          |             |
| 1998   | 2002    | Hussain Shihab                             | Representante permanente | 1998-09-09  |
| 2002   | 2007    | Mohamed Latheef                            | Representante permanente | 2002-11-11  |
| 2007   | 2008    | Ahmed Khaleel                              | Representante permanente | 2008-02-19  |
| 2009   | 2012    | Abdul Ghafoor Mohamed                      | Representante permanente | 2009-09-11  |
| 2012   | atual   | Ahmed Sareer                               | Representante permanente | 2012-12-20  |